# 707
707 (DCCVII) fue un año común comenzado en sábado del calendario juliano, en vigor en aquella fecha.

## Acontecimientos
- Primer desembarco musulmán en Mallorca.

## Fallecimientos
- 18 de octubre: Juan VII, papa.